# Séraphin Rouamba
Séraphin François Rouamba (ur. 1942 w Wagadugu) – burkiński duchowny katolicki, arcybiskup Koupéla w latach 1995–2019.

## Życiorys
Święcenia kapłańskie przyjął 27 czerwca 1970.

## Episkopat
1 czerwca 1995 został mianowany biskupem ordynariuszem diecezji Koupéla. Sakry biskupiej udzielił mu 21 października 1995 arcybiskup Antonio Mattiazzo.
5 grudnia 2000 został po podniesieniu diecezji do rangi metropolii został jej pierwszym arcybiskupem metropolitą.
7 grudnia 2019 przeszedł na emeryturę.